# Жан-Люк Пикар
Капитан Жан-Люк Пика́р (фр. Jean-Luc Picard), в других переводах Пика́рд — персонаж из научно-фантастического телевизионного сериала «Звёздный путь: Следующее поколение», его продолжения «Звёздный путь: Пикар», а также полнометражных фильмов — «Звёздный путь: Поколения», «Звёздный путь: Первый контакт», «Звёздный путь: Восстание», «Звёздный путь: Возмездие». Адмирал Звёздного флота. Основная деятельность персонажа протекала во второй половине 24 столетия. Жан-Люк Пикар известен как капитан кораблей «Старгейзер», «Энтерпрайз-D» и «Энтерпрайз-E». Командовал двумя флагманскими кораблями Федерации и способствовал установлению первых контактов с 27 расами, среди которых Борг, Ференги и Q континуум. Участвовал во многих важных для Федерации переговорах, и даже помог канцлеру Клингонской империи удержать власть в своих руках, уличив его политических противников в связях с Ромуланской звёздной империей. А при помощи обнаруженных Пикаром ромуланских диссидентов на родном мире ромуланцев, удавалось влиять и на ситуацию в Ромуланской империи. Его роль сыграл английский актёр Патрик Стюарт.

## Биография

### Общая
Жан-Люк Пикар родился 13 июля 2305 в Ла Барре (Франция, планета Земля). Всё своё детство он провёл на семейном винограднике, но всегда мечтал о службе в Звёздном Флоте.
Первая попытка поступления в Академию Звёздного Флота оказалась для него неудачной, однако впоследствии он был зачислен в академию в 2323 и успешно окончил обучение.
В 2328 на станции «Эрхарт», практически сразу после выпуска из Академии, на Пикара было совершено нападение во время конфликта с группой наусеканцев — он был смертельно ранен в область сердца. Тем не менее, его удалось спасти — врачи заменили его сердце на протез. (Впоследствии протез меняли дважды — в 2365 из-за дефектов в первоначально установленной модели и в 2369 из-за повреждения от выстрела в грудь). Это происшествие во многом повлияло на жизненную позицию и взгляды Жан-Люка.
В 2333, когда ему было 28 лет, Пикар был назначен первым помощником капитана на звездолёте «Старгейзер» (англ. USS Stargazer NCC-2893). После смерти капитана звездолёта в одном из сражений принял командование на себя. Впоследствии Пикар был официально назначен командиром «Старгейзера», став одним из самых молодых офицеров, когда-либо носивших это звание. Он занимал эту должность 22 года.
Участвовал в войне с Кардассией как посол мира. В качестве символа добрых намерений Жан-Люк приказал отключить защиту корабля, однако один из кардассианских командующих открыл по «Старгейзеру» огонь, однако кораблю удалось уйти.
В 2355 «Старгейзер» под командованием Пикара вступил в бой с кораблем ференги. В то время ещё не наладивший контакта с ференги Звёздный флот, не имел возможности распознания их кораблей. В этом бою Жан-Люк применил разработанную им тактику, впоследствии названную «Манёвром Пикара». Корабль ференги был уничтожен в ходе лобового залпа всеми орудиями, однако «Старгейзер» также получил серьёзные повреждения, и Пикар был вынужден оставить корабль. Это столкновение получило название сражения при Максиа. Пикар предстал перед трибуналом за утрату звездолёта, но был оправдан.
14 февраля 2364 г. Пикар был назначен командующим новым звездолётом класса «Галактика» — «Энтерпрайз-D», командованием которого он занимался на протяжении семи лет.
Во время первой миссии звездолёт сталкивается с представителем загадочной всемогущей расы «Кью» и путём переговоров спасает человечество от уничтожения.
В 2365 году Q «организует» первый контакт Звёздного Флота с Борг, перенеся «Энтерпрайз» на 7000 световых лет в непосредственную близость от куба Борг. В результате столкновения Пикар потерял 18 членов экипажа. Эта встреча показала Звёздному Флоту опасность, исходящую от Борг.
В конце декабря 2366 — начале января 2367 «Энтерпрайз-D» сталкивается с кубом Борг, двигающимся по направлению к Земле. Пикар был похищен ими и ассимилирован (становится частью «коллективного разума»), получив имя Локьютос. Он используется в качестве «посла» к людям для ведения переговоров о безоговорочной капитуляции Федерации.
Благодаря Пикару Борг получают доступ ко всему спектру знаний о Звёздном Флоте. Это приводит к уничтожению Борг тридцати девяти из сорока звездолётов, посланных на перехват куба. Доктору Беверли Крашер удаётся отсоединить Пикара от коллективного разума Борг. Он использует свои возможности для уничтожения куба.
После гибели «Энтерпрайза-D» на орбите Веридана 3 (см.: Звёздный путь: Поколения) Пикар получает должность капитана на новом «Энтерпрайзе-E» (англ. USS Enterprise NCC-1701-E).
Во время очередного задания Пикар обнаруживает очередной куб Борг и, благодаря своей частично сохранившейся телепатической связи с ними, уничтожает его около Земли. Однако оставшаяся сфера Борг создаёт временную аномалию и перемещается на 300 лет в прошлое. «Энтерпрайз» преследует её и предотвращает попытку Борг изменить прошлое Земли — помешать историческому полёту Зефрама Кохрейна, уничтожив Королеву Борг (см.: Звёздный путь: Первый контакт).
В 2375 Пикар и его команда раскрывают тайные замыслы Звёздного Флота в отношении планеты Ба Ку (см.: Звёздный путь: Восстание); также, капитан одерживает победу над своим двойником — Шинзоном (см.: Звёздный путь: Возмездие).

### Персональный файл
- Номер : SP 937—215
- Звание: адмирал
- Последнее назначение : Командующий офицер USS Энтерпрайз-Е (NCC-1701-E) (2372 — ?)
- Предыдущие назначения:
  - Командующий офицер, USS Старгейзер (NCC-2893), (2333—2355)
  - Командующий офицер, USS Энтерпрайз (NCC-1701-D), (2364—2371)

### Детство
Жан-Люк Пикар родился в 2305 году в Ла Бар, Франция, Земля. Он и его брат Робер помогали отцу ухаживать за виноградниками и делать вино. Заинтересованные в сохранении семейных традиций, Морис и его супруга, Иветт Пикар воспитывали своих сыновей в старинных французских традициях, избегая большого количества технологий.
В детстве Жан-Люк играл на фортепиано, но из-за страха перед публикой, перестал это делать. Впоследствии Пикар очень сожалел об этом, потому что его матери игра Жана-Люка очень нравилась.
Ещё мальчиком Пикар мечтал об исследованиях и приключениях. Он любил читать о звездолётах и любил строить их модели. Он был очарован первым земным варп-звездолётом — «Фениксом», который был выставлен на обозрение в Смитсоновском институте.
Несмотря на то, что Пикар по национальности был французом, он говорил чаще всего на английском. Дело в том, что к XXIV веку французский язык стал считаться архаичным и как разговорный язык стал забываться. Тем не менее Пикар, судя по всему, в детстве вместе с воспитанием получил и знание французского, так как помнил некоторые детские французские песни, такие как «Frere Jacques». Также Пикар иногда ругался на французском в таких сериях, как Последний форпост и Элементарно, дорогой Дейта.

### Годы в Академии
Жан-Люк очень удивил своих родственников, оставив выращивавшиеся поколениями виноградники ради поступления в Академию Звёздного флота. Несмотря на то что первая попытка поступить оказалась неудачной, Пикар преуспел с ней в 2323 году, вскоре выбившись в число лучших кадетов в своём классе. В своей семье он стал первым решившим поступить на службу в Звёздный флот.
Друзьями Пикара по академии стали Дональд Вэрли, Кортин Цвеллер, Марта Бетанайдс и ещё один друг, инициалы которого были «A. F». (Пикар винил «A. F» (его или её) в том, что он(а) сорвал(а) ему семестр по органической химии.)
В академии Жан-Люк начал увлекаться археологией. Его профессор археологии Ричард Гален надеялся, что юноша может стать археологом, но Жан-Люк считал иначе. Тем не менее археология оставалась хобби Жан-Люка на протяжении всей его жизни. В своей каюте на «Энтерпрайзе-D» (и потом на Энтерпрайзе-E) он постоянно держал коллекцию своих находок из разных миров.
Пикар выделялся и на спортивных состязаниях. В апреле 2323 на Денуле II он выиграл марафон Академии Звёздного флота, став тем самым первым новичком, победившим на этом соревновании. Также он поборол лигонианца за 14 секунд в соревнованиях по борьбе.
После перехода на второй курс, Жан Люк был назначен на практику на Морикин VII, где впервые столкнулся с наусикаанами (или наусеканцами), у которых была застава на соседнем астероиде.

## Цитаты
— Капитан, мне необходим совет о том, как…
— Я знаю о чём… Я с радостью дам совет о том, как обращаться с женщинами, когда сам узнаю, как это делается.
— Пикар (ответ Дейте на вопрос о реакции на любовь со стороны Джены Соры; 25 серия 4 сезона)